# Festival Biarritz Amérique latine
 (avril 2025).
 (avril 2025).
La mise en forme du texte ne suit pas les recommandations de Wikipédia : il faut le « wikifier ».
Les points d'amélioration suivants sont les cas les plus fréquents. Le détail des points à revoir est peut-être précisé sur la page de discussion.
- Les titres sont pré-formatés par le logiciel. Ils ne sont ni en capitales, ni en gras.
- Le texte ne doit pas être écrit en capitales (les noms de famille non plus), ni en gras, ni en italique, ni en « petit »…
- Le gras n'est utilisé que pour surligner le titre de l'article dans l'introduction, une seule fois.
- L'italique est rarement utilisé : mots en langue étrangère, titres d'œuvres, noms de bateaux, etc.
- Les citations ne sont pas en italique mais en corps de texte normal. Elles sont entourées par des guillemets français : « et ».
- Les listes à puces sont à éviter, des paragraphes rédigés étant largement préférés. Les tableaux sont à réserver à la présentation de données structurées (résultats, etc.).
- Les appels de note de bas de page (petits chiffres en exposant, introduits par l'outil «  Source ») sont à placer entre la fin de phrase et le point final[comme ça].
- Les liens internes (vers d'autres articles de Wikipédia) sont à choisir avec parcimonie. Créez des liens vers des articles approfondissant le sujet. Les termes génériques sans rapport avec le sujet sont à éviter, ainsi que les répétitions de liens vers un même terme.
- Les liens externes sont à placer uniquement dans une section « Liens externes », à la fin de l'article. Ces liens sont à choisir avec parcimonie suivant les règles définies. Si un lien sert de source à l'article, son insertion dans le texte est à faire par les notes de bas de page.
- La présentation des références doit suivre les conventions bibliographiques. Il est recommandé d'utiliser les modèles {{Ouvrage}}, {{Chapitre}}, {{Article}}, {{Lien web}} et/ou {{Bibliographie}}. Le mode d'édition visuel peut mettre en forme automatiquement les références.
- Insérer une infobox (cadre d'informations à droite) n'est pas obligatoire pour parachever la mise en page.

Pour une aide détaillée, merci de consulter Aide:Wikification.
Si vous pensez que ces points ont été résolus, vous pouvez retirer ce bandeau et améliorer la mise en forme d'un autre article.
Le Festival Biarritz Amérique latine est un festival de cinéma latino-américain se déroulant chaque année à Biarritz, depuis 1979.
Le festival comprend un volet compétitif qui récompense des films inédits dans les catégories longs-métrages, courts-métrages et documentaires. Le meilleur film de chaque catégorie reçoit l'Abrazo, décerné par un jury de professionnels.
Outre les films en compétition, le festival présente chaque année des focus autour de différentes thématiques. Le festival propose également de découvrir la culture latino-américaine sous d’autres formes avec des rencontres littéraires, des rencontres universitaires animées par l’IHEAL (Institut des Hautes Etudes de l’Amérique latine), des expositions et des concerts qui ont lieu au Village du Festival, lieu de convivialité et d’échanges situé face à l’océan, ouvert de 9h à 2h du matin.

## Éditions
30e édition, 27 septembre au 3 octobre 2021.
29e édition, du 28 septembre au 4 octobre 2020.
28e édition, du 30 septembre au 6 octobre 2019.
27e édition, du 24 au 30 septembre 2018.
26e édition, du 26 septembre au 1 octobre 2017.
25e édition, du 24 septembre au 2 octobre 2016.
24e édition, du 28 septembre au 4 octobre 2015.

## Palmarès

### 2020

#### Longs-métrages de fiction
Le jury, composé de Nicole Brenez, Patricia Mazuy et Malik Zidi.
- Abrazo du meilleur film : Ofrenda de Juan María Mónaco  Argentine
- Prix du jury : La fortaleza de Jorge Thielen Armand  Venezuela,  Colombie,  France,  Pays-Bas
- Prix du Syndicat Français de la Critique de Cinéma : Chico Ventana También Quisiera Tener Un Submarino de Alex Piperno  Uruguay,  Argentine,  Brésil,  Pays-Bas,  Philippines
- Prix du public : Selva Trágica de Yulene Olaizola  Mexique,  France,  Colombie

#### Documentaires
Le jury était composé de Carine Chichkowsky, Abbas Fahdel et Nicolás Rincón Gille
- Prix du meilleur documentaire : El otro de Francisco Bermejo  Chili
- Prix du jury étudiant de l’IHEAL : O Indio Cor De Rosa Contra A Fera Invisível : A Pelela de noel nutels, de Tiago Carvalho  Brésil
- Prix du public : O Indio Cor De Rosa Contra A Fera Invisível : A Pelela de noel nutels, de Tiago Carvalho  Brésil

#### Courts-métrages
Le jury était composé de Aurélie Chesné, Lionel Massol, Antonin Peretjatko.
- Prix du meilleur court métrage : Teoría Social Numérica de Paola Michaels  Colombie

#### BAL-LAB
Le jury était composé de Daniel Chabannes, Grégoire Debailly, Julie Paratian.
- Prix BAL-LAB Documentaire :Es Mentira Que Debes Obedecer de Bruno Santamaría  Mexique
- Prix BAL-LAB Fiction : La casa del perro de Federico Borgia  Uruguay
- Lauréat de la Bourse d’aide au développement du CNC : Morir de pie de María Paz González  Chili

### 2019

#### Longs-métrages de fiction
Le jury Fiction était composé de Mireille Perrier (Présidente du jury), de Thomas Cailley, Emilie Deleuze, Didar Domehri et José Muñoz.
- Abrazo du meilleur film : La Fièvre (A Febre) de Maya Da-Rin,  Brésil,  France,  Allemagne
- Prix du jury : La Vie invisible d’Eurídice Gusmão (A Vida invisível de Eurídice Gusmão) de Karim Aïnouz  Brésil,  Allemagne
- Mention spéciale du jury : Canción sin nombre de Melina León,  Pérou,  Espagne,  États-Unis
- Prix du Syndicat Français de la Critique de Cinéma : La Vie invisible d'Eurídice Gusmão (A Vida invisível de Eurídice Gusmão) de Karim Aïnouz,  Brésil,  Allemagne
- Mention spéciale du Syndicat Français de la Critique de Cinéma : Las Buenas Intenciones de Ana García Blaya  Argentine
- Prix du public : La Llorona de Jayro Bustamante  Guatemala,  France

#### Documentaires
Le jury était composé de Stefano Savona (Président du jury), de Stéphane Mercurio et Fabienne Moris.
- Prix du meilleur documentaire : La Vida en común d’Ezequiel Yanco   Argentine,  France
- Prix du public : La Búsqueda de Daniel Lagares et Mariano Agudo,  Pérou,  Espagne

#### Courts-métrages
Le jury était composé de Aurélie Chesné (Présidente du jury), de Nidia Santiago et Morgan Simon.
- Prix du meilleur court-métrage : O Mistério da carne de Rafaela Camelo,  Brésil
- Mention spéciale du jury : Hogar de Gerardo Minutti,  Uruguay

#### BAL-LAB
Le jury était composé de Louise Hentgen, de Etienne De Ricaud et de Laurent Danielou.
- Prix BAL-LAB du Documentaire : Ceci Bon de Rodrigo John,  Brésil
- Prix BAL-LAB de la Fiction : Blood of my Blood (Sangue do meu sangue) de Rafaela Camelo,  Brésil

### 2018

#### Longs-métrages
Le jury, présidé par Laurent Cantet, était composé de Mathias Énard, Marie Gillain, Agnès Godard, Sophie Mirouze et Marcela Said.
- Abrazo du meilleur film : Les Oiseaux de passage (Pájaros de verano), de Cristina Gallego et Ciro Guerra  Colombie /  Mexique
- Prix du jury : La Flor, de Mariano Llinás  Argentine
- Prix du Syndicat Français de la Critique de Cinéma : Deslembro, de Flávia Castro  Brésil
- Prix du public : Compañeros, d’Álvaro Brechner  Uruguay /  Argentine

#### Documentaires
Le jury, présidé par Catalina Villar, était composé de Bénédicte Thomas et Roméo Langlois.
- Prix du meilleur documentaire : Bixa Travesty, de Claudia Priscilla et Kiko Goifman  Brésil
- Mention spéciale du jury : Modelo Estéreo du Collectif Mario Grande  Colombie
- Prix du public :  Locura al aire d’Alicia Cano et Leticia Cuba  Uruguay /  Mexique

#### Courts-métrages
Le jury, présidé par Jayro Bustamante, était composé d’Aurélie Chesné et Caroline Maleville.
- Prix du meilleur court-métrage : O Órfão, de Carolina Markowicz  Brésil
- Mention spéciale du jury : El Verano del león eléctrico de Diego Céspedes  Chili

#### Prix Lizières
Invitation à une Résidence par le Centre de Cultures et de Ressources Lizières.
- Martina Juncadella, pour Un personaje volador  Argentine
- Juanita Onzaga pour The landscapes that you seek  Colombie

### 2017

#### Longs-métrages
Le jury, présidé par Brontis Jodorowsky, était composé de Bénédicte Couvreur, Elli Medeiros et Vincent Glenn.
- Abrazo du meilleur film : La familia de Gustavo Rondón Córdova  Venezuela
- Prix du jury : Mariana de Marcela Said  Chili
- Mention Spéciale : Les Bonnes Manières (As Boas Maneiras) de Juliana Rojas et Marco Dutra  Brésil
- Prix d’interprétation féminine : Gabriela Ramos dans Últimos días en La Habana de Fernando Pérez  Cuba
- Prix d’interprétation masculine : Daniel Araoz dans Notre enfant (Una especie de familia) de Diego Lerman  Argentine
- Prix du Syndicat Français de la Critique de Cinéma : La Soledad (en) de Jorge Thielen Armand (en)  Venezuela
- Prix du public : Últimos días en La Habana de Fernando Pérez  Cuba

#### Courts-métrages
Le jury, présidé par Aurélie Chesné, était composé de Nahuel Pérez Biscayart et Clara Rousseau.
- Prix du meilleur court-métrage : Centauro de Nicolas Suarez  Argentine
- Mention spéciale : Damiana d’Andrés Ramirez Pulido  Colombie /  Brésil
- Prix TV5 MONDE du court-métrage : Selva de Sofia Quiros Ubeda,  Costa Rica /  Argentine /  Chili

#### Documentaires
Le jury, présidé par Stéphane Millière, était composé d’Anna Glogowsky et Pierre-Alexis Chevit.
- Prix du meilleur documentaire : Cine São Paulo de Ricardo Martensen et Felipe Tomazelli  Brésil
- Mention Spéciale : Chavela Vargas de Catherine Gund et Daresha Kyi  Mexique /  États-Unis
- Prix du public : Chavela Vargas de Catherine Gund et Daresha Kyi  Mexique /  États-Unis

#### Résidence Lizières
Doté par le Centre de Cultures et de Ressources Lizières et le Festival Biarritz Amérique Latine.
- A dupla naturaleza da luz de Marcia Mansur et Marina Thomé  Brésil

### 2016

#### Longs-métrages
- Abrazo du meilleur film : A cidade onde envelheço de Marilia Rocha  Guatemala /  Brésil
- Prix du jury : Aquarius de Kleber Mendonça Filho  Guatemala /  Brésil /  France
- Prix d’interprétation féminine : Sonia Braga pour le rôle de Clara dans Aquarius  Guatemala /  Brésil /  France
- Prix d’interprétation masculine : Alejandro Sieveking pour le rôle d’Evans dans Patagonia El invierno  Argentine
- Prix du public : El Amparo de Robert Calzadilla  Venezuela
- Prix du Syndicat Français de la Critique de Cinéma : El inviernode Emiliano Torres  Argentine

#### Courts-métrages
Le jury présidé par Aurélie Chesné entourée de Clara Rousseau et Safy Nebbou a décerné :
- Abrazo du meilleur court-métrage : El Edén d’Andrés Ramírez Pulido  Colombie
- Mention spéciale : Rosinha de Gui Campos  Brésil
- Prix TV5 MONDE : Caminho dos gigantes d’Alois Di Leo  Brésil
- Prix du jury Jeune court-métrage : Echo Chamber de Guillermo Moncayo  Colombie

Projet Lizieres: Résidence de développement de projets artistiques
Le jury présidé par Ramuntcho Matta entouré de Milena Poylo et Guillaume Laurent a sélectionné le projet de :
- Andrés Ramírez Pulido – La jauria  Colombie

#### Documentaires
Le jury présidé par Cyril Dion entouré de Martine Saada et Julie Paratian a décerné :
- Abrazo du meilleur film documentaire : Nueva Venecia d’Emiliano Mazza de Luca  Uruguay
- Mention spéciale à : 
  - Damiana Kryygi d’Alejandro Fernández Mouján  Argentine
  - Yo no soy de aquí de Maite Alberdi  Chili
- Prix du public : Exil-sur- scène de Jean-Michel Rodrigo et Marina Paugan  France

### 2015

#### Longs-métrages
Le jury présidé par Alan Pauls entouré de Bernard Lavilliers, Sophie Barthes, Sophie Duez, Philip Boëffard et Etienne Ollagnier a décerné :
- Abrazo du meilleur film : Ixcanul de Jayro Bustamante Guatemala
- Prix du jury : Un monstruo de mil cabezas de Rodrigo Plá  Mexique
- Prix d’interprétation féminine : Dolores Fonzi dans Paulina de Santiago Mitre  Argentine
- Prix d’interprétation masculine : Luis Silva dans Desde allá (Les Amants de Caracas) de Lorenzo Vigas  Venezuela  Mexique
- Prix du public : La dictadura perfectade Luis Estrada  Mexique
- Prix du Syndicat Français de la Critique de Cinéma : Ixcanul de Jayro Bustamante Guatemala

#### Courts-métrages
Le jury présidé par Aurélie Chesné entourée de Clara Rousseau, Juan Martin Cueva et Martin Tronquart a decerné :
- Abrazo du meilleur court-métrage : O bom comportamento d'Eva Randolph  Brésil
- Mention spéciale : Domingo de Raúl López Echeverría  Mexique
- Prix TV5 MONDE : Las cosas simples d’Álvaro Anguita  Chili
- Prix du jury Jeune court-métrage : Echo Chamber de Guillermo Moncayo  Colombie

Projet Lizieres: Résidence de développement de projets artistiques
Le jury présidé par Ramuntcho Matta a sélectionné le projet de :
- Natalia Bruschtein – En la piel del otro  Argentine  Mexique

#### Documentaires
Le jury présidé par Laure Adler entouré de Florence Ben Sadoun, Pierre Carles et Sophie Faudel a décerné :
- Abrazo du meilleur film documentaire : Invasion de Abner Benaim Panama
- Prix du public : La once de Maite Alberdi  Chili

### 2014

#### Longs-métrages
Le jury était composé de Atiq Rahimi (Président), María Kodama, Miguel Courtois Paternina, Catherine Dussat et Joan Aguilar.
- Abrazo du meilleur film : Retour à Ithaque de Laurent Cantet  Cuba
- Prix du jury : Las búsquedas de José Luis Valle  Mexique
- Prix d’interprétation féminine : Erica Rivas pour Les Nouveaux Sauvages (Relatos Salvajes) de Damián Szifron  Argentine
- Prix d’interprétation masculine : Héctor Noguera et Néstor Guzzini pour Mr Kaplan  Uruguay
- Prix du public : Les Nouveaux Sauvages (Relatos Salvajes) de Damián Szifron  Argentine
- Prix du Syndicat Français de la Critique de Cinéma : La salada de Juan Martín Hsu

#### Courts-métrages
Le jury était composé d’Aurélie Chesné (Présidente), Clara Rousseau, Sébastien Aubert et Alexandre Charlet.
- Abrazo du meilleur court-métrage : Padre de Santiago Bou Grasso  Argentine
- Deuxième prix du meilleur court-métrage : El sonámbulo de Lenz Mauricio Claure  Mexique

#### Documentaires
Le jury était composé de Hugues Le Paige (Président), Laurent Mini et Clément Duboin.
- Abrazo du meilleur film documentaire : Café de Hatuey Viveros Lavielle  Mexique
- Mention spéciale : Poder e impotencia, un drama en tres actos d'Anna Recalde Miranda  Paraguay
- Prix du public : Mercedes Sosa, la voz de Latinoamérica de Rodrigo H. Vila  Argentine

#### Prix Lizières
Invitation à une Résidence par le Centre de Cultures et de Ressources Lizières.
- José Luis Valle, pour Berlín  Mexique,  Salvador

### 2013

#### Longs-métrages
Le jury était composé de Martine De Clermont-Tonnerre, Emmanuelle Béart, Alfredo Castro, Ramuntcho Matta, Alain Riou et Pascal Traechslin.
- Abrazo du meilleur film : Workers de José Luis Valle  Mexique
- Prix du Jury: El tio de Mateo Iribarren  Chili
- Prix d’interprétation féminine : l’ensemble des actrices du film Los insólitos peces gato de ClaudiaSainte-Luce  Mexique
- Prix d’interprétation masculine : Lisandro Rodríguez pour La paz de Santiago Loza  Argentine
- Prix du syndicat de la critique : El verano de los peces voladores de Marcela Said  Chili
- Prix du public : 7 cajas de Juan Carlos Maneglia et Tana Schémbori  Paraguay

#### Courts-métrages
Le jury était composé d’Aurélie Chesné (Présidente), Georges Goldenstern, Laurence Hagege, Florence Keller et Clara Rousseau. 
- Abrazo du meilleur court-métrage : Solecito d'Oscar Ruiz Navia  Colombie
- Deuxième prix du meilleur court-métrage : La noria de Karla Castañeda  Mexique

#### Documentaires
Le jury était composé de Florence Delay (Présidente), Georges Bonopéra et Nadia Turincev.
- Abrazo du meilleur film documentaire : El impenetrable de Daniele Incalcaterra  Argentine
- Mention spéciale : Madera de Daniel Kvitko  Cuba
- Prix du public du meilleur documentaire : Ensayo de una nación d’Alexis Roitman  Argentine

### 2012

#### Longs-métrages
Le jury était composé de Alexandra Stewart (Présidente), Santiago Gamboa, Ángel Parra, Carmen Maria Vega et Nicolas Blanc.
- Abrazo du meilleur film : De martes a martes de Gustavo Triviño  Argentine
- Prix du jury : Juan de los muertos de Alejandro Brugués  Cuba
- Prix d’interprétation féminine : Roxana Blanco pour son rôle dans La Demora de Rodrigo Plá  Mexique  Uruguay
- Prix d’interprétation masculine : Luis Tosar pour son rôle dans Opération E  de Miguel Courtois Paternina  Colombie  Espagne
- Prix du Syndicat Français de la Critique de Cinéma : No de Pablo Larraín  Chili
- Prix du public : Sofía y el terco de Andrès Burgos Vallejo  Colombie

#### Courts-métrages
Le jury était composé de Etienne Ollagnier (Président), Aurélie Chesné, Clara Rousseau et Marie-Hélène Girod. 
- Abrazo du meilleur court-métrage : Temporada seca de Diego Rivera-Kohn  Mexique
- Deuxième prix du meilleur court-métrage : Qual queijo vocé quer de Cíntia Domit Bittar  Brésil
- Mention spéciale du jury : A galinha que burlou o sistema de Quico Mereilles  Brésil

#### Documentaires
Le jury était composé de Philippe Lefait (Président), Philippe Molins et Thierry Simon.
- Abrazo du meilleur film documentaire : El etnógrafo de Ulises Rosell  Argentine
- Mention spéciale : Uno al otro de Milena Almira  Cuba
- Prix du public : La máquina loca de Emilio Maillé  Mexique

### 2011

#### Longs-métrages
Le jury était composé de Ricardo Darín (Président), Natalia Verbeke, Alberto Ruy Sánchez, Philippe Le Guay, Astrid Berges-Frisbey et Laurent Lavolé.
- Abrazo du meilleur long-métrage : Las acacias de Pablo Giorgelli  Argentine
- Prix du jury : Porfirio d'Alejandro Landes  Colombie
- Prix de la meilleure interprétation féminine : Paula Galinelli Hertzog pour El Premio de Paula Markovitch  Mexique
- Prix de la meilleure interprétation masculine : Porfirio Ramirez Aldana pour Porfirio d'Alejandro Landes  Colombie
- Prix du syndicat français de la critique de cinéma : El Premio de Paula Markovitch  Mexique
- Prix du public : Boleto al paraíso de Gerardo Chijona  Cuba

#### Courts-métrages
Le jury était composé de Jean-Pierre Bertrand (Président), de Georges Goldenstern, Gilles Rousseau et Christian Sida-Valenzuela.
- Abrazo du meilleur court-métrage : Coral d'Ignacio Chaneton  Argentine
- Mention spéciale : Luminaris de Juan Pablo Zaramella  Argentine
- Prix Shorts TV Numericable : Café con leche de Mauricio Leiva Cock  Colombie

#### Documentaires
Le jury était composé de Thierry Garrel (Président), Hector Ulloque, Maiana Bidegain et Flavia Castro.
- Abrazo du film documentaire Union latine : Abuelos de Carla Valencia Davila  Équateur  Chili
- Mention spéciale : El lugar mas pequeno de Tatiana Huezo  Salvador  Mexique
- Prix du public : El tren de las moscas de Nieves Prieto Tassier et Fernando Lopes Castillo  Mexique

### 2010

#### Longs-métrages
Le jury était composé de Patrick Chesnais (Président), Martína García, Luis Sepúlveda, Marion Vernoux, Miléna Poylo.
- Abrazo du meilleur long métrage : Revolución de Amat Escalante, Carlos Reygadas, Diego Luna, Fernando Eimbcke, Gael García Bernal, Gerardo Naranjo, Mariana Chenillo, Patricia Riggen, Rodrigo García et Rodrigo Plá  Mexique
- Prix du jury : Zona sur de Juan Carlos Valdivia  Bolivie
- Prix d’interprétation féminine : Nanda Costa, Amanda Diniz et Kika Farias pour Sonhos roubados de Sandra Werneck  Brésil
- Prix d’interprétation masculine : Osmar Nuñez pour  La mirada invisible de Diego Lerman  Argentine
- Prix du public : 5x favela, agora por nós mesmos de Manaira Carneiro, Wagner Novais, Rodrigo Felha, Cacau Amaral, Luciano Vidigal, Cadu Barcelos et Luciana Bezerra  Brésil

#### Courts-métrages
Le jury était composé de Agnès Jaoui (Présidente), Emilie Chesnais, Sylvie Bourgeois et Eric Gouzannet. 
- Abrazo du meilleur court-métrage : Los minutos, las horas de Janaína Marques Ribeiro  Cuba
- Prix ShortsTV – Numéricable : La mina de oro de Jacques Bonnavent  Mexique
- Mentions spéciales du jury : Un nuevo baile de Nicolás Lasnibat  Chili et No me ama de  Martín Piroyansky  Argentine

#### Documentaires
Le jury était composé de Nicolas Philibert (Président), Jean-Pierre Bertrand, Olivier Compagnon et Prune Berge.
- Abrazo du film documentaire Union latine : Diário de uma busca de Flávia Castro  Brésil
- Prix du public : Nostalgia de la luz de Patricio Guzmán  Chili

### 2009

#### Longs-métrages
Le jury était composé de Philippe Harel (Président), LIO, Emma De Caunes, Santiago Amigorena, Vincent-Paul Boncour.
- Abrazo du meilleur long-métrage : Cinco dias sin Nora de Mariana Chenillo  Mexique
- Prix du jury : Los paranoicos de Gabriel Medina  Argentine
- Prix d’interprétation féminine : Catalina Saavedra dans La Nana de Sebastian Silva  Chili
- Prix d’interprétation masculine : Daniel Hendler dans Los paranoicos de Gabriel Medina  Argentine
- Prix du Syndicat Français de la Critique de Cinéma : La Nana de Sebastian Silva  Chili
- Prix du public : El cuerno de la abundancia de Juan Carlos Tabio  Cuba
- Prix du jury jeunes Européens : La Nana de Sebastian Silva  Chili

#### Courts-métrages
Le jury était composé de Guillaume Nicloux (Président), Christine Gendre et Georges Goldenstern. 
- Abrazo du meilleur court-métrage : Distancias de Matias Lucchesi  Argentine
- Mention spéciale du jury : El hombre muerto de Julian Goyoaga  Uruguay
- Prix jury jeunes Européens : Espalhadas pelo Ar de Vera Egito  Brésil
- Prix Shorts TV-Numericable : Un juego absurdo de Gaston Rothschild  Argentine

#### Documentaires
Le jury était composé de William Karel (Président), Maria Lourdes Cortes Pacheco, Emmanuel Priou et Prune Berge.
- Prix Union latine : Mi vida con Carlos de German Berger Hertz  Chili  Espagne
- Mention spéciale du jury : Los que se quedan de Juan Carlos Rulfo et Carlos Hagerman  Mexique et La Chirola de Diego Mondaca  Bolivie  Cuba
- Prix école de cinéma ENS Louis Lumière : La Chirola de Diego Mondaca  Bolivie  Cuba

#### Rencontres des jeunes réalisateurs à Biarritz
Le jury était composé de Pierre-Henri Arnstam (Président), Prune Berge et Guillaume Laurant.
Prix des Jeunes Réalisateurs de Biarritz en partenariat avec VDM : Dias robados de Fernando Guzzoni  Chili

### 2008

#### Longs-métrages
Le jury était composé de Elsa Zyberstein (Présidente), Safy Nebbou, Antonio Skármeta, Guillaume Laurant, Jean-Claude Lamy et Noëlle Deschamps.
- Abrazo du meilleur long-métrage : Dioses de Josué Méndez  Pérou
- Prix du jury : Estômago de Marcos Jorge  Brésil
- Prix d’interprétation : Aline Kuppenheim, Manuela Oyarzun et Roberto Farias dans La buena vida d’Andrés Wood  Chili
- Prix du public : Cosas insignificantes d’Andrea Martinez  Mexique
- Prix du jury des jeunes Européens : La rabia d’Albertina Carri  Argentine

#### Courts-métrages
Le jury était composé de Stéphane Millière (Président), Laurent Crouzeix et Ludovic Henry.
- Abrazo du meilleur court-métrage : El Deseo de Marie Benito  Mexique
- Mention spéciale : Ofelia de Humberto Gutierrez Montero  Pérou
- Prix du jury des jeunes Européens : Ahendu nde sapukai de Pablo Lamar  Paraguay
- Prix école de Cinéma Louis Lumière : Ahendu nde sapukai de Pablo Lamar  Paraguay
- Prix Shorts TV – Numéricable : Cuilos de Paz Fabrega  Costa Rica

#### Documentaires
Le jury était composé de Claude Villers (Président), André De Margerie, Jacques Arlandis et Guénaëlle Troly.
- Prix documentaire Union latine : La sombra de don Roberto de Juan Diego Spoerer et Hakan Enström  Chili
- Mention Spéciale : Entre a luz e a sombra de Luciana Burlamaqui  Brésil
- Prix du public : Entre a luz e a sombra de Luciana Burlamaqui  Brésil
- Prix Voyage : La matinée de Sebastián Bednarik  Uruguay

#### Rencontres des jeunes réalisateurs à Biarritz
Le jury était composé de Pierre-Henry Arnstam (Président), Prune Berge et Gilles Taurand.
·        Prix des Jeunes Réalisateurs de Biarritz en partenariat avec VDM : Dominga Sotomayor pour DE JUEVES A DOMINGO  Chili

### 2007

#### Longs-métrages
Le jury était composé de Benoît Jacquot (Président), Mima Fleurent, Jerry Carlson, Jean-François Stévenin.
- Abrazo du meilleur long-métrage : Postales de Leningrado de Mariana Rondón  Venezuela
- Prix du jury : La noche de los inocentes de Arturo Sotto  Cuba
- Prix d’interprétation : Ana Carabajal et Luisa Nuñez dans Por sus propios ojos de Liliana Paolinelli  Argentine
- Prix du public : Matar a todos de Esteban Schroeder  Uruguay /  Argentine /  Chili
- Prix du jury des jeunes Européens : La Sangre iluminada de Iván Avila Dueñas  Mexique

#### Courts-métrages
Le jury était composé de Roland Nguyen (Président), Thomas Sonsino, Pascal Hologne. 
- Abrazo du meilleur court-métrage : Temporal de Paz Fabrega  Costa Rica
- Prix école de cinéma ENS Louis Lumière : El Secreto de la sangre de María Victoria Andino  Argentine
- Prix du jury des jeunes Européens : Tiene la tarde ojos de Carlos Sama  Mexique

#### Documentaires
Le jury était composé de Stéphane Millière (Président), Jacques Tronel, Annamaria Lodato, Guénaëlle Troly.
- Prix documentaire Union latine : Secretos de lucha de Maiana Bidegain  France  Uruguay
- Mention spéciale : Ladrones viejos de Everardo Gonzalez  Mexique

#### Rencontres des jeunes réalisateurs à Biarritz
Le jury était composé de Jean-Marie Dupont (Président), Prune Berge et Pascal Diot.
- Prix des Jeunes Réalisateurs de Biarritz en partenariat avec le CNC : Jean-Marc Rousseau pour 1994  Mexique

### 2006

#### Longs-métrages
Le jury était composé de Laure Adler (Présidente), Miguel Littín, Lolita Chammah, Yuri Buenaventura, Jean-François Lepetit.
- Abrazo du meilleur long-métrage : Proibido Proibir de Jorge Duran  Brésil
- Prix du jury : En el hoyo de Juan Carlos Rulfo  Mexique
- Prix d’interprétation féminine : Melania Urbina dans Mariposa Negra de Francisco Lombardi  Pérou
- Prix d’interprétation masculine : Manuel Calisto dans Cuando me toque a mi de Victor Arregui  Équateur
- Prix du public : Tiempo de valientes de Damian Szifron  Argentine
- Prix du jury des jeunes Européens : O maior amor do mundo de Carlos Diegues  Brésil

#### Courts-métrages
Le jury était composé de Jean-Christophe Berjon (Président), Frédéric Pelle, Jacques Tronel.
- Abrazo du meilleur court-métrage : Alguma Coisa Assim de Esmir Filho  Brésil
- Prix école de cinéma ENS Louis Lumière : 76 de Lucas Schiaroli  Argentine
- Prix Cinécourt de Cinécinéma : XX de Cristián Jiménez  Chili
- Prix du jury des jeunes Européens : 76 de Lucas Schiaroli  Argentine

#### Documentaires
Le jury était composé de Mina Fleurent (Présidente), André De Margerie, Alessandro Melioli, Jean-Louis Saporito et Guy Brancourt.
- Prix documentaire Union latine : Hartos Evos Aqui Hay de Hector Ulloque Franco et Manuel Montealegre  Colombie
- Mention spéciale : La Palomilla Salvaje de Gustavo Gamou  Mexique

#### Rencontres des jeunes réalisateurs à Biarritz
Le jury était composé de Jean-Marie Dupont (Président), Xavier Merlin et Pascal Diot.
Prix des Jeunes Réalisateurs de Biarritz en partenariat avec le CNC : Celso Garcia pour HOMBRE DE PIEZA  Mexique

### 2005

#### Longs-métrages
Le jury était composé de Florence Delay (Présidente du Jury), Bernard Rapp, Jacques Tronel, Juan Solanas et Gilles Tourano.
- Abrazo du meilleur long-métrage : Tatuado de Eduardo Raspo  Argentine
- Prix du jury : Noticias lejanas de Ricardo Benet  Mexique
- Prix d’interprétation féminine : Roxana Blanco pour Alma Mater de Álvaro Buela  Uruguay
- Prix d’interprétation masculine : Julio Jung pour Cachimba de Silvio Caiozzi  Chili
- Prix du public : Maroa de Solveig Hoogestejin  Venezuela

#### Courts-métrages
Le jury était composé de Safy Nebbou (Président), Aton Soumache et Prune Berge.
- Abrazo du meilleur court-métrage : El Pasajero de Matias Meyer  Mexique et El Tesoro de los caracoles de Cristián Jiménez  Chili
- Prix école de cinéma ENS Louis Lumière : La vida y obra de John H de Lourdes Rebora  Mexique
- Prix Cinécourts de Cinécinema : El Tesoro de los caracoles de Cristián Jiménez  Chili

#### Documentaires
Le jury était composé de Alessandro Melioli (Président), Guy Braucourt et Mima Florent.
- Prix documentaire Union latine : Seres extravagantes de Manuel Zayas  Cuba /  Espagne

### 2004
Le jury présidé par Jean-Jacques Bernard, entouré de Christophe Barratier, Ilse Hughan, Daniel Prévost, Jacques Tronel, a décerné :

#### Longs-métrages
- Soleil D’Or du meilleur long-métrage : Whisky, Romeo et Zulu de Enrique Piñeyro  Argentine
- Soleil D’Or de la Meilleure interprétation féminine : China Zorilla dans Conversaciones con mamá de Santiago Carlos Oves  Argentine
- Soleil D’Or de la Meilleure interprétation masculine : Roque Valero dans Punto y Raya de Elia Schneider,  Venezuela
- Mention spéciale du jury : Leonardo Ramirez dans El cielito de Maria de Victoria Menis  Argentine
- Prix du public France Bleu Pays Basque et Nouvelles Frontières : Conversaciones con mamá de Santiago Carlos Oves  Argentine

#### Courts-métrages
- Prix CINÉCOURT DE CINECINEMA : Los elefantes nunca olvidan de Lorenzo Vigas Castes  Venezuela

### 2003
Le jury présidé par Peter Berling, entouré de Ardag Basmadjian, Catherine Lachens, Pascale Rocard, António-Pedro Vasconcelos et Angelika Wittlich, a décerné :

#### Longs-métrages
- Soleil D’Or du meilleur long-métrage : Ojos Que No Ven De Francisco Lombardi  Pérou
- Soleil D’Or de la Meilleure interprétation féminine : Paulina Galvez dans Sub-Terra de Marcelo Ferrari  Chili
- Soleil D’Or de la Meilleure interprétation masculine : Luis Fernando Peña Dans Amar Te Duele de Fernando Sariñana  Mexique
- Mention spéciale du jury : Un Titan En El Ring de Viviana Cordero  Équateur
- Prix du public France Bleu Pays Basque et Nouvelles Frontières : Amar Te Duele De Fernando Sariñana  Mexique

#### Documentaires
- Prix Union Latine du Documentaire : Estadio Nacional de Carmen Luz Parot  Chili

#### Courts-métrages
- Soleil D’Or du meilleur court-métrage : Como se morre no cinema de Luelane Loiola Corrêa  Brésil

### 2002
Le jury présidé par Claudie Ossaro entouré de Jean-Hugues Anglade, Maria Casanova, Nicole Cornuz-Langlois, Tony Gatlif, Alberto Vengazo, a décerné :

#### Longs-métrages
- Soleil D’or Du Meilleur Long-Métrage: Como El Gato Y El Ratón de Rodrigo Triana  Colombie
- Soleil D’or De La Meilleure Interprétation Féminine : Beatriz Thibaudin dans Tan De Repente De Diego Lerman  Argentine
- Soleil D’or De La Meilleure Interprétation Masculine : Julio Chavez Dans Un Oso Rojo De Adrián Caetano  Argentine
- Mention Spéciale Du Jury : Madame Satã De Karim Aïnouz  Brésil
- Prix Du Public France Bleu Pays Basque Et Nouvelles Frontières : Valentín De Alejandro Agresti  Argentine

#### Courts-métrages
- Soleil D’Or du meilleur court-métrage : El último vagón De Osvaldo Daicich  Argentine

#### Documentaires
- Prix Union Latine du Documentaire : La Isla De Los Niños Perdidos De Florence Jaugey  Nicaragua

### 2001
Le jury composé de Rosanna Seregni, Catherine Hertault, Yannick Kergoat, Michel El Tchaninoff, Patrick Troublet et Juan Antonio Vigar, a décerné :

#### Longs-métrages
- Soleil D’or Du Meilleur Long-Métrage : Bicho de Sete Cabeças De Laís Bodanzky Brésil
- Soleil D’or De La Meilleure Interprétation Féminine : Tamara Acosta et Loreto Moya Dans La Fiebre Del Loco De Andrés Wood  Chili
- Soleil D’or De La Meilleure Interprétation Masculine : Ricardo Darín Et Gastón Pauls Dans Nueve Reinas De Fabián Bielinsky  Argentine
- Mention Spéciale Du Jury : Lavoura Arcaica De Luis Fernando Cavalho  Brésil
- Prix Du Public France Bleu Pays Basque Et Nouvelles Frontières : Una Casa Con Vista Al Mar De Alberto Arvelo  Venezuela

#### Courts-métrages
- Soleil D’or Du Meilleur Court-Métrage : O Branco De Angela Pires Et Liliana Sulzbach  Brésil

#### Documentaires
- Prix Union Latine Du Documentaire : Onde A Terra Acaba De Sérgio Machado  Brésil

Le Jury Composé De Anna Glogowski, Jean Cazenave, Alessandro Melioli, Jean Labib, Jean-Louis Saporito, a décerné :
- Mention Spéciale : Latido Latino de Eterio Ortega Santillana et José P. Estepa  Espagne

### 2000
Le jury composé de Dominique Sanda, Antonia San Juan, France Degand, Patrick Cauvin, Ricardo Aronovich, Claude Michel Cluny, a décerné :

#### Longs-métrages
- Soleil D’or Du Meilleur Long-Métrage : Un Amor De Borges De Javier Torre  Argentine
- Soleil D’or De La Meilleure Interprétation Féminine : Beatrice Agenin Dans [[Amélia De Ana Carolina|Amélia De Ana Carolina  Brésil]]
- Soleil D’or De La Meilleure Interprétation Masculine : Jean-Pierre Noher Dans Un Amor De Borges De Javier Torre  Argentine
- Prix Du Public France Bleu Pays Basque Et Nouvelles Frontières : Esperando Al Mesias De Daniel Burman  Argentine

#### Courts-métrages
- Soleil D’or Du Meilleur Court-Métrage : Nostalgia En La Mesa 8 De Andrés Muschietti  Argentine

#### Documentaires
- Prix Union Latine Du Documentaire : El Día Que Me Quieras De Florence Jaugey  Nicaragua

### 1999
Le jury présidé par Marie-Christine Barrault, entourée de Mehdi El Glaoui, Lucía Sánchez, Romano Milano, Antoine Bonfanti, Sylvie Pierre, a décerné

#### Longs-métrages
- Soleil D’or Du Meilleur Long-Métrage : Yepeto De Eduardo Calcagno  Argentine
- Soleil D’or De La Meilleure Interprétation Féminine : Flora Martínez Dans Soplo De Vida De Luis Ospina  Colombie
- Soleil D’or De La Meilleure Interprétation Masculine : Ulises Dumont Dans Yepeto De Eduardo Calcagno  Argentine
- Prix Du Public France Bleu Pays Basque Et Nouvelles Frontières : Yepeto de Eduardo Calcagno  Argentine

#### Documentaires
- Prix Union Latine Du Documentaire : Fé De Ricardo Dias  Brésil

#### Courts-métrages
- Soleil D’or Du Meilleur Court-Métrage : Periférico De Paula Markovitch  Mexique

### 1998
Le jury composé de Idrissa Ouédraogo, Jean-Loup Passek, Christine Boisson, Paula Malanga, Jacques Chancel, Isabel Otero, a décerné :

#### Longs-métrages
- Soleil D’or Du Meilleur Long-Métrage : Kenoma De Eliane Caffé  Brésil
- Soleil D’or De La Meilleure Interprétation Féminine : Angela Correa Dans La Nube De Fernando Solanas  Argentine
- Soleil D’or De La Meilleure Interprétation Masculine : Eduardo Pavlovsky Dans La Nube De Fernando Solanas  Argentine
- Prix Du Public France Bleu Pays Basque Et Nouvelles Frontières : Plaza De Almas De Fernando Díaz  Argentine

#### Courts-métrages
- Soleil D’or Du Meilleur Court-Métrage : En Es Espejo Del Cielo De Carlos Salces  Mexique

### 1997
Le jury composé de Luciano Barisone, Philippe Gildas, Michel Boujut, Nelly Kaplan, Mariama Hima, Emmanuelle Laborit, a décerné :

#### Longs-métrages
- Soleil D’or Du Meilleur Long-Métrage : Pandemonium de Román Chalbaud  Venezuela
- Soleil D’or De La Meilleure Interprétation Féminine : Leandra Leal dans A Ostra E O Vento de Walter Lima  Brésil
- Soleil D’or De La Meilleure Interprétation Masculine : Eusebio Poncela dans Martin Hache De Adolfo Aristarain  Argentine
- Prix Du Public France Bleu Pays Basque Et Nouvelles Frontières : Eva Perón De Juan Carlos Desanzo  Argentine

#### Courts-métrages
·        Soleil D’or Du Meilleur Court-Métrage : Ratas De Dieguillo Fernández et [[Diego Sabanés|Diego Sabanés  Argentine]]

### 1996
Le jury composé de Lio, Serge Toubiana, Freddy Buache, Nacer Khemir, a décerné :

#### Longs-métrages
- Soleil D’or Du Meilleur Long-Métrage : Profondo Carmesi de Arturo Ripstein  Mexique
- Soleil D’or De La Meilleure Interprétation Féminine : Margarita Rosa De Francisco dans Llona Llega Con La Lluvia De Luis Alfredo Lamata  Venezuela
- Soleil D’or De La Meilleure Interprétation Masculine : Daniel Alvaro Dans Desnuda Con Naranjas De Luis Alfredo Lamata  Venezuela
- Mention Spéciale Du Jury : Un Ceu De Estrellas De Tata Amaral  Brésil

#### Courts-métrages
- Soleil D’or Du Meilleur Court-Métrage : Novia Mia De Rodrigo Plá  Mexique

### 1995
Le jury composé de David Thompson (Président du jury), de Assumpta Serna, Annie Morvan, Philippe Colin, Rodrigo De Zayas, Moussa Maaskri, a décerné :

#### Longs-métrages
- Soleil D’or Du Meilleur Long-Métrage : Madagascar de Fernando Pérez  Cuba
- Soleil D’or De La Meilleure Interprétation Féminine : Zaida Castellanos dans Madagascar de Fernando Pérez  Cuba
- Soleil D’or De La Meilleure Interprétation Masculine : Ulises Dumont dans El Censor De Eduardo Calcagno  Argentine
- Mention Spéciale Du Jury : Cuestion De Fe de Marco Loayza  Bolivie
- Prix Sud-Ouest Du Public : Guantanamera De Tomás Gutiérrez Alea et Juan Carlos Tabío  Cuba

#### Courts-métrages
- Soleil D’or Du Meilleur Court-Métrage : Guarisove de Bruno Stagnaro  Argentine

### 1994
Le jury composé de Chantal Akerman, Jamel Eddine Bencheikh, Laura Betti, Elisabeth Burgos, Jean Rabinovici, a décerné :

#### Longs-métrages
- Soleil D’Or du meilleur long-métrage : Sciario de José Ramón Novoa  Venezuela

#### Courts-métrages
- Soleil D’Or du meilleur court-métrage : Calle 22 de [[Mariana Rondón|Mariana Rondón  Venezuela]]

### 1993
Le jury présidé par Philippe Labro entouré de Mapi Galán, Mathieu Carrière, Giovanna Gagliardo, Nicolas Caranil, a décerné :

#### Longs-métrages
- Soleil D’Or du meilleur long-métrage : La estrategia del Caracol de Sergio Cabrera  Colombie

### 1992
Le Jury présidé par Jorge Semprun entouré de Maria De Medeiros, Marie-France Pisier, Lili Rademakers, Hanna Schygulla, Carlo Cotti et Henrik Stangeru, a décerné :

#### Longs-métrages
- Soleil D’or Du Meilleur Long-Métrage : La Frontera de Ricardo Larraín  Chili